# Kurt Seit
Kurt Seit (ur. 30 lipca 1894, zm. ?) – niemiecki as myśliwski z czasów I wojny światowej z 5 potwierdzonymi zwycięstwami powietrznymi. 
Służbę w wojsku rozpoczął z momentem wybuchu wojny jako podoficer piechoty. Za wybitną odwagę w czasie walk w pierwszych miesiącach wojny został odznaczony Krzyżem Żelaznym II kl. Po przeniesieniu do lotnictwa służył w bawarskim FA 199. Po przejściu szkolenia w Jastaschule II został 4 czerwca 1918 roku przydzielony do bawarskiej eskadry myśliwskiej Jasta 80. Pierwsze zwycięstwo powietrzne odniósł 22 lipca, a 26 lipca został odznaczony Krzyżem Żelaznym I kl. Do końca wojny odniósł 5 zwycięstw powietrznych i uzyskał tytuł jedynego asa myśliwskiego jednostki. Kurt Seit latał na samolotach Fokker D.VI i Fokker D.VII z godłem osobistym „Fratz” namalowanym w przedniej części kadłuba samolotu.

## Odznaczenia
- Krzyż Żelazny I Klasy – 26 lipca 1918
- Krzyż Żelazny II Klasy – 3 listopada 1914
- Srebrna Odznaka za Rany